# Maria Śliwka
Maria Śliwka (Biłgoraj, 7 de dezembro de 1935 — Wrocław, 30 de março de 1997) foi uma jogadora de voleibol da Polônia que competiu nos Jogos Olímpicos de 1964.
Em 1964, ela fez parte da equipe polonesa que conquistou a medalha de bronze no torneio olímpico, no qual atuou em cinco partidas.